# Friedrich Ernst Krukenberg
Friedrich Krukenberg (* 1. April 1871 in Halle an der Saale; † 20. Februar 1946 ebenda) war ein deutscher Pathologe und Augenarzt.

## Leben und Werk
Krukenberg, Sohn eines Justizrats, entstammt einer weitverzweigten Medizinerfamilie.
Er war Bruder des Chirurgen Hermann Krukenberg (1863–1935) und des Bonner Frauenarztes Georg Peter Heinrich Krukenberg (1856–1899), sowie der Großenkel des Hallenser Anatomen Peter Krukenberg (1787–1865).
Er studierte an den Universitäten Freiburg, Marburg, Halle und Rostock. In Marburg promovierte er unter dem Pathologen Felix Jacob Marchand (1846–1928) mit seiner Arbeit Ueber das Fibrosarcoma ovarii mucocellulare carcinomatodes, den später nach ihm benannten Krukenberg-Tumor.
In Rostock begann er seine augenärztliche Ausbildung unter Theodor Axenfeld (1867–1930) und wurde Oberarzt.
1903 kehrte er nach Halle zurück als praktizierender Augenarzt.
Nach ihm ist auch die Krukenberg-Spindel benannt.

## Veröffentlichungen (Auswahl)
Friedrich Krukenberg: Ueber das Fibrosarcoma ovarii mucocellulare (carcinomatodes). Arch. Gynak. 50 (1896): 287–321
Friedrich Krukenberg: Demonstration von 2 Keratokonusfällen. MünchMedWochenschrift 47/1 (1900). S. 172
Friedrich Krukenberg: Glaucomatöse Exkavation der Lamina cribrosa ohne Exkavation der Papille bei einem Glaucoma inflammatorium acutum. In Klin Monatsbl Augenheilkd Band 38 (Beiheft) 1900, S. 47–55.